# Cécile Cassel

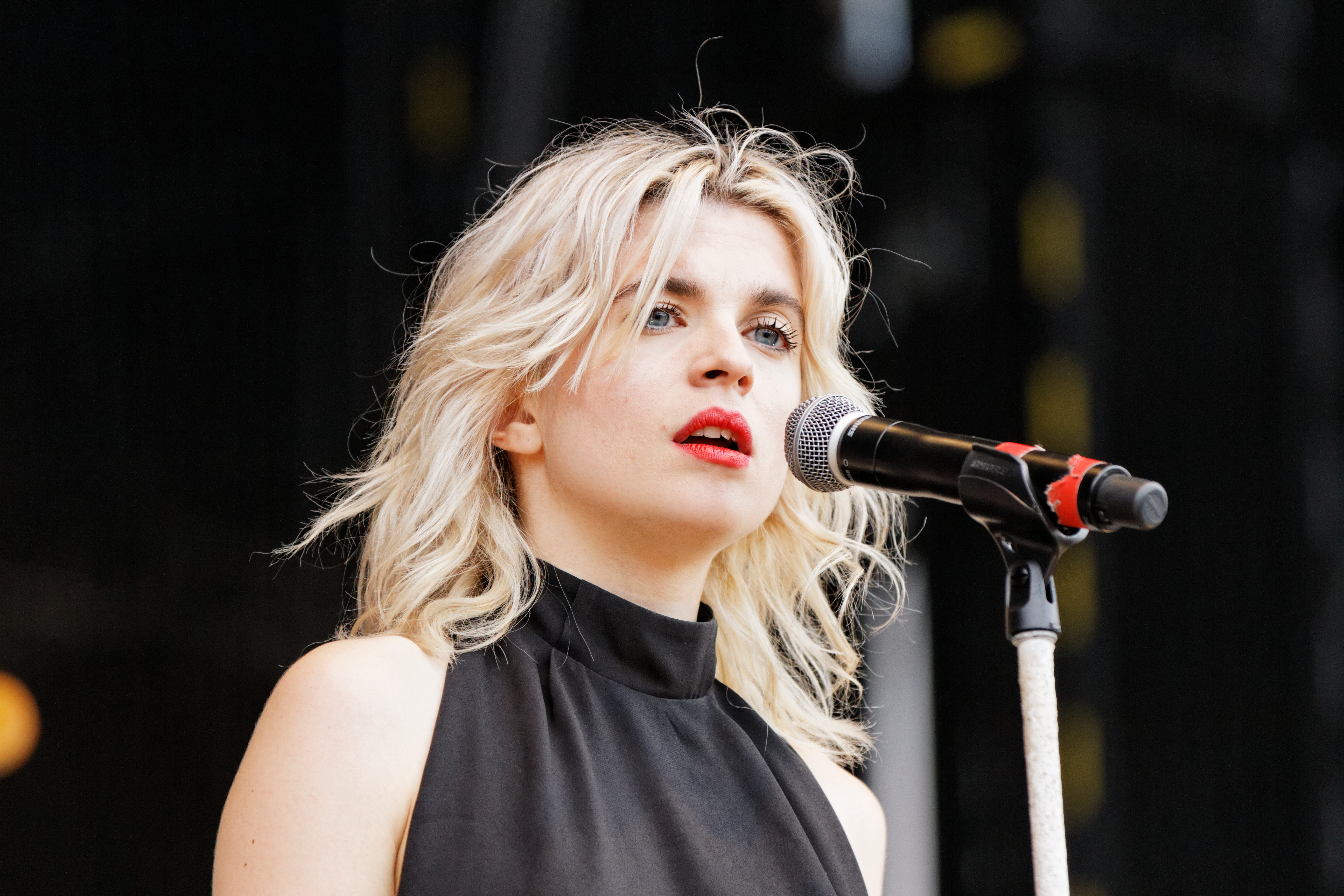
Cécile Cassel (2014)

Cécile Cassel (* 25. Juni 1982 in Paris, bürgerlich Cécile Crochon), auch bekannt als HollySiz, ist eine französische Schauspielerin und Sängerin.

## Privat
Cécile Cassel ist die Tochter von Jean-Pierre Cassel und dessen Frau Anne. Damit ist sie auch die Halbschwester von Vincent Cassel und dem Rapper Mathias Cassel. Sie selbst ist alleinerziehende Mutter eines Kindes.

## Schauspielkarriere
Cécile Cassel startete ihre Schauspielkarriere in den frühen 2000er Jahren. Ihre erste Rolle hatte sie in der TF1-Arztserie Le Grand Patron. Nach weiteren kleineren Rollen unter anderem in Vivante (2002) und La Bande du drugstore (2002) feierte sie ihren Durchbruch mit dem Kurzfilm „A l’abri des regards indiscrets“ (2002). 2004 hatte sie in der vorletzten Folge von Sex and the City und dem Drama Head in the Clouds jeweils ein kleine Nebenrolle. Mit der Rolle der Clémence in Love Is in the Air (2005) hatte sie eine größere Rolle. Es folgten zahlreiche weitere Beteiligungen an Filmprojekten. Hervorzuheben sind ihre Rolle der Prune in der Tragikomödie C’est la vie – So sind wir, so ist das Leben (2008), die der Monique in der italienischen Kömodie Ex (2009) und die der Beatrix von Burgund im Historienfilm Barbarossa (2009). Auch in Portugal, mon amour (2013) und Plötzlich Papa (2016) verkörperte sie kleinere Rollen.

## Gesangskarriere
Im Jahr 2013 widmete sich Cécile Cassel intensiver ihrer Leidenschaft für die Musik und startete unter dem Künstlernamen HollySiz eine Karriere als Sängerin und Songwriterin. Den Namen HollySiz wählte sie als Anspielung auf Hollywood und ihren Halbruder, den Hollywoodstar Vincent Cassel sowie gleichzeitig wegen der Bedeutung von Holly im Englischen (dt.: Stechpalme), die zugleich der Name einer Figur im Film Badlands von Terrence Malick ist.
Ihr Debütalbum My Name Is (2013) war sowohl kommerziell als auch in der Kritik ein Erfolg. Insbesondere die Single „Come Back to Me“ entwickelte sich zu einem Hit und lief im Radio in ganz Frankreich. Fünf Jahre später, im Jahr 2018, veröffentlichte sie ihr zweites Album Rather Than Talking. Hatte sie in ihrem ersten Album noch auf einen Mix aus Indie-Pop und Rock gesetzt, veröffentlichte sie in ihrem zweiten Album eher introspektivere Songs.

## Filmografie (Auswahl)
- 2001: Boomer
- 2002 : Vivante
- 2002 : Drugstore
- 2003 : Sans elle...
- 2004 : Head in the Clouds
- 2005 : Ma vie en l'air
- 2005 : Love Is in the Air
- 2005 : Contre-sens
- 2006 : Ô Jérusalem
- 2007 : Die Liebe der Astrea und des Celadon
- 2008 : C’est la vie – So sind wir, so ist das Leben
- 2009 : Ex
- 2009 : Ich werde dich vermissen
- 2009 : Barbarossa
- 2009 : My Last Five Girlfriends
- 2011 : Toi, moi, les autres
- 2011 : Nuit bleue
- 2012 : Wie Brüder im Wind
- 2012 : Paris à tout prix
- 2013 : Die goldenen Käfige
- 2013 : Portugal, mon amour
- 2013 : Mae West
- 2016 : Plötzlich Papa